# Annie Åkerhielm
Anna Vilhelmina Elisabet Åkerhielm (Malmö, 18 de noviembre de 1869-Estocolmo, 20 de julio de 1956) fue una escritora y periodista sueca. Escribió numerosas novelas, así como para periódicos suecos a lo largo de su carrera. Su romance en verso de 1900, Bröderna («Los hermanos»), le valió un premio Mindre guldmedaljen («Medalla de oro pequeña») de la Academia Sueca. Åkerhielm era conocida como una activista activa contra el sufragio femenino y la democracia.

## Biografía
Annie Åkerhielm nació el 18 de noviembre de 1869 en Malmö, Suecia. Fue la segunda hija de Nils Herman Quiding y Catharina Quiding. Su padre era un juez de un tribunal de distrito, y fue uno de los principales socialistas utópicos de Suecia. Al crecer en una familia remota y estricta, Åkerhielm vivió una infancia de aislamiento. En ese momento, leía con voracidad y adquirió interés por la escritura.
En 1898, Åkerhielm publicó su primera novela Hvidehus, a la edad de 29. La novela fue influenciada por la ira de Åkerhielm por la guerra greco-turca de 1897. Ganó el gran premio en el concurso de novelas de la revista Idun. Le siguieron dos colecciones de poesía más en los próximos años. Ganó el premio Mindre guldmedaljen («Medalla de oro pequeña») de la Academia Sueca por su romance en verso Bröderna («Los hermanos») (1900). En 1901, publicó la novela Ett främmande namn («Un nombre extranjero»), que se inspiró en su viaje a Grecia. Escribió casi otras 50 novelas en los años siguientes, con su última novela, Katinka gör karriär («Katinka está haciendo carrera»), publicada en 1945.
Åkerhielm tuvo una carrera literaria extremadamente productiva. Fue aclamada por los críticos contemporáneos por retratar la vida de las personas en sus obras. Sus escritos fueron reconocidos por publicaciones como Svenska Dagbladet y por críticos dominantes como Carl David af Wirsén, y fue comparada con la autora literaria Selma Lagerlöf. Stockholms Dagblad elogió la audacia de Åkerhielm al expresar «viejos, viejos pensamientos» en sus novelas.
Åkerhielm hizo campaña activamente contra el sufragio femenino y la democracia, publicando la novela Fru Fanny, así como la poesía Till Skånes kvinna («A la mujer de Escania»), en 1904. Se casó con Dan Åkerhielm, editor en jefe del periódico Gefle-Posten, en 1906. El matrimonio ayudó a iniciar su carrera en el periodismo. Comenzó a trabajar como periodista del periódico, contribuyendo con artículos sobre escenarios literarios, políticos y extranjeros. En 1912, la pareja se mudó a Estocolmo, donde comenzaron a trabajar para el periódico conservador Nya Dagligt Allehanda. Åkerhielm trabajó para el periódico hasta su jubilación en 1936.
Åkerhielm murió en Estocolmo el 20 de julio de 1956.